# Écriture idu
Pour les articles homonymes, voir idu.

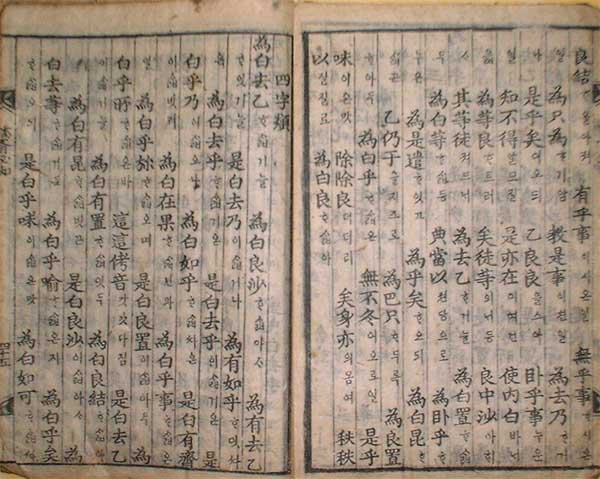
Page du yu seo pil ji (유서필지, 儒胥必知), 1872, décrivant en hangeul l'utilisation des hanja dans l'idu.

Le système d'écriture idu (en coréen : 이두, Idu ; hanja : 吏讀, littéralement : « lecture de fonctionnaire ») est un système utilisant les caractères hanja, caractères chinois han pour la transcription écrite du coréen.

## Histoire
Seol Chong (설총, 薛聰), né en 665, a rationalisé l'usage de l'idu après l'apport par les Chinois de l'écriture han. Elle est restée l'écriture dominante en Corée, jusqu'à la création des caractères hangeul qui, d'après Gari Ledyard et plus d'un siècle avant, Jean-Pierre Abel-Rémusat, seraient dérivés des caractères mongols de l'écriture phagspa vers 1443, sous l'impulsion de Sejong le Grand, qui permet de démocratiser davantage l'écriture en Corée. En 1504 son successeur, Yeonsangun interdit les hangeul à la suite des critiques écrites de la population et repasse à l'écriture en hanja. Il fallut attendre 1894 pour que le hangeul remplace de nouveau progressivement les hanja, pour devenir l'écriture officielle de la péninsule Coréenne à la fin de la Deuxième Guerre mondiale.